# خنكار (نبات)
خُنكار هو نوع نبات زهري حولي من وحيد النوع في جنسه، من النباتات المزهرة في الفصيلة النجمية. مهدها الصين وكوريا. ويُزرع في جميع أنحاء العالم نباتًا للزينة في الحدائق المنزلية وزهرة مقطوفة. قرصها أصفر، لسيناتها مختلفة الألوان بالنسبة إلى الضروب. يستمر إزهارُها في فصلي الصيف والخريف.

## معرِض الصور

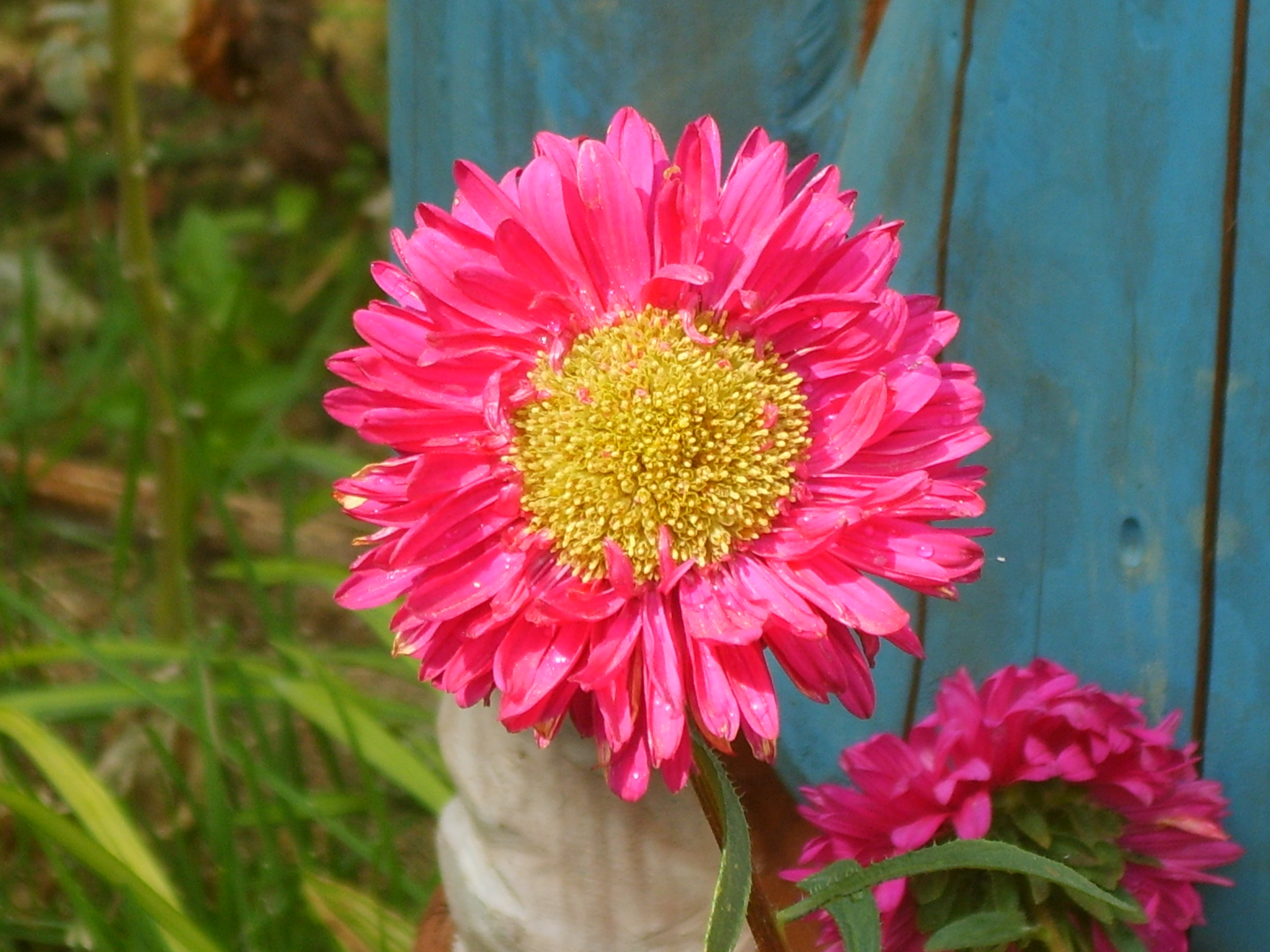
وردية
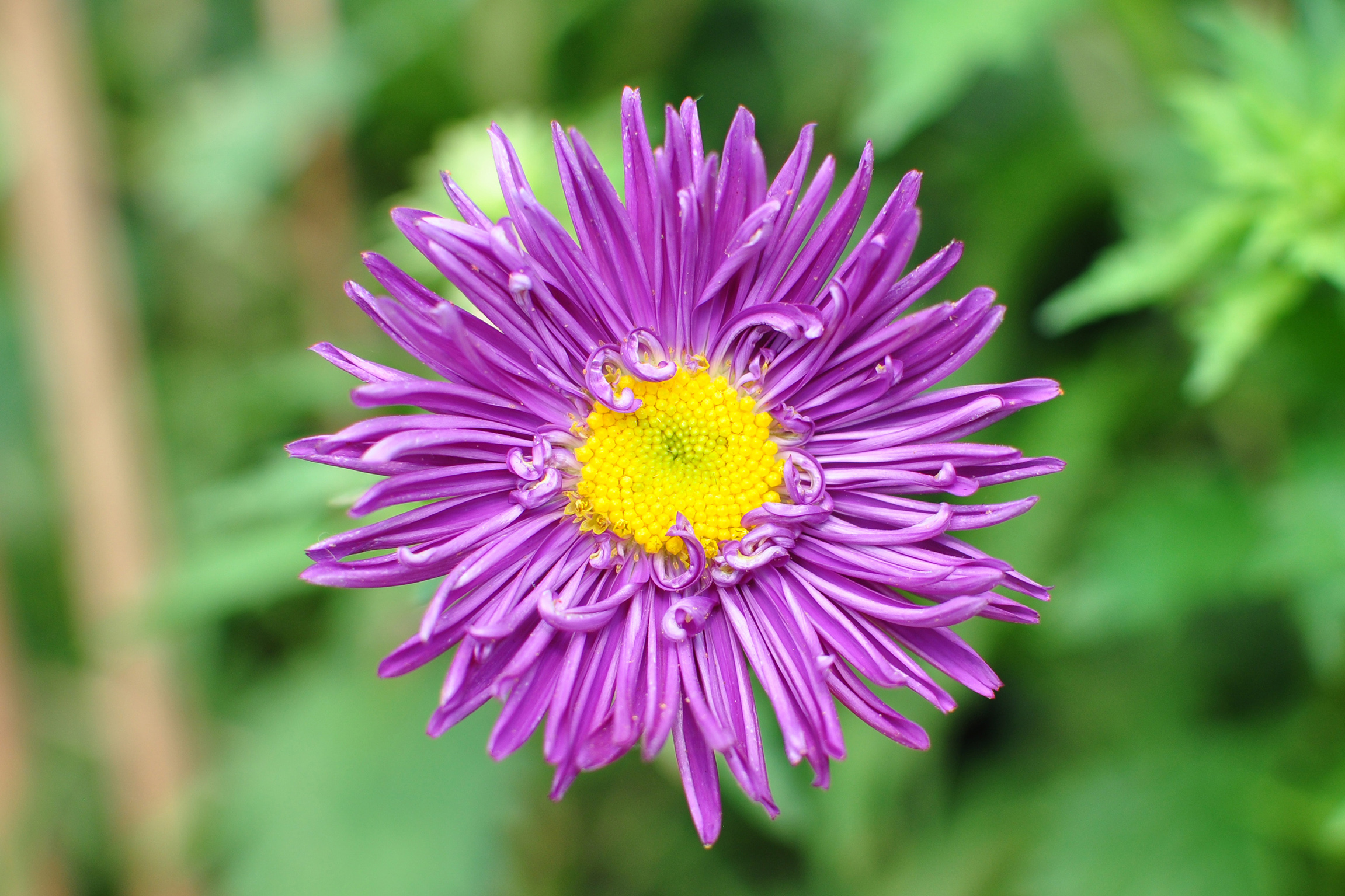
أرجوانية
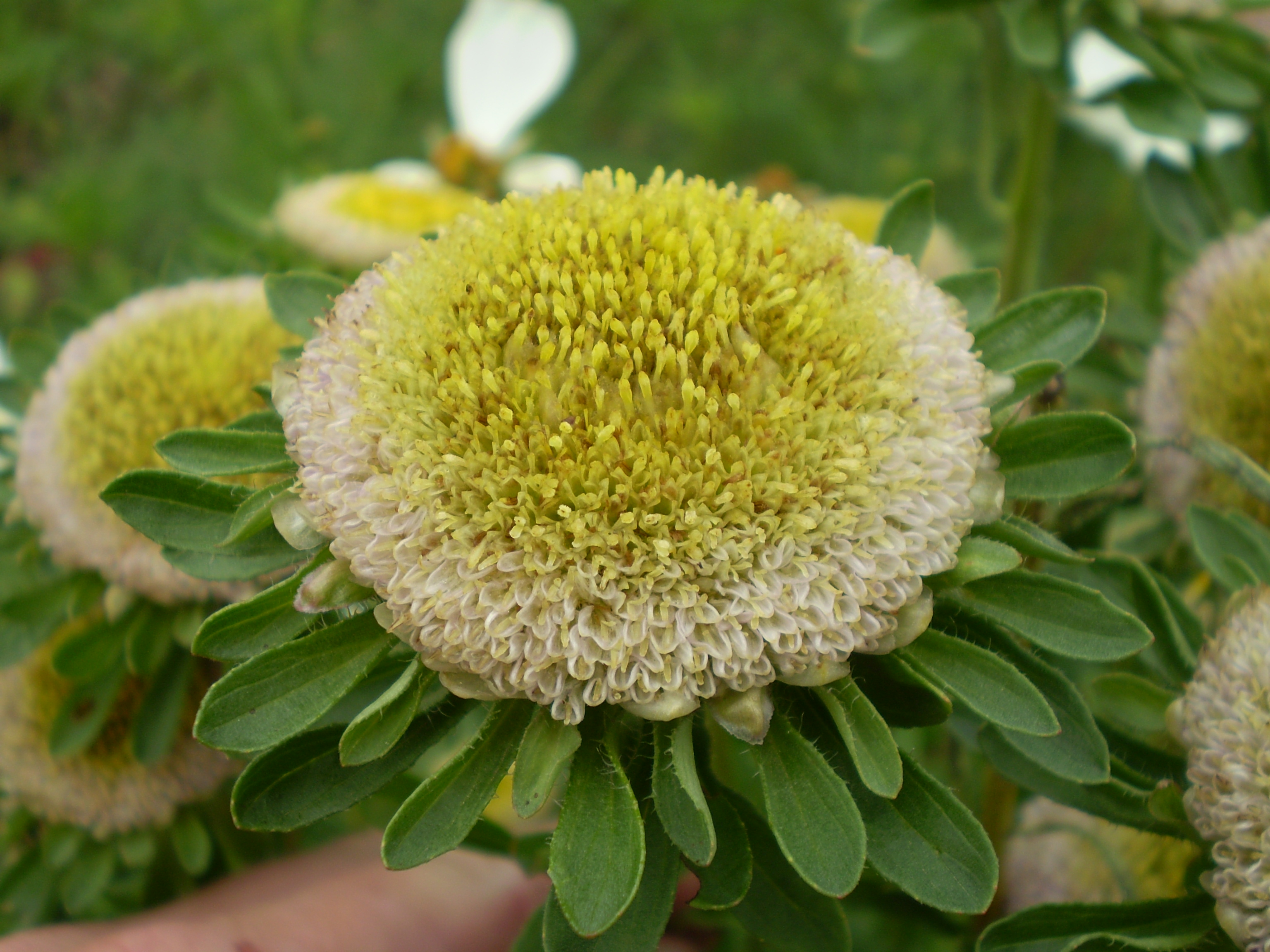
صفراء
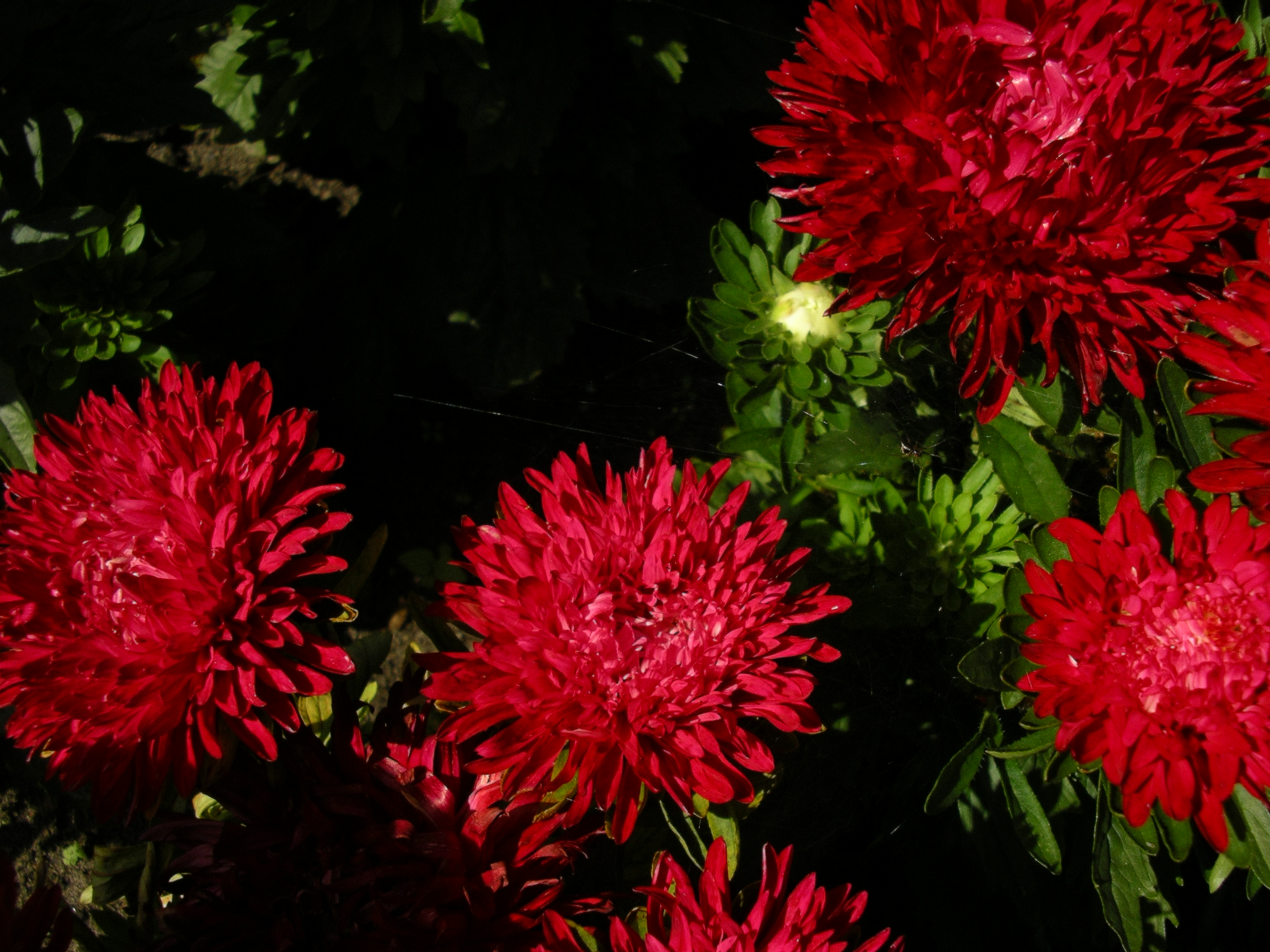
حمراء
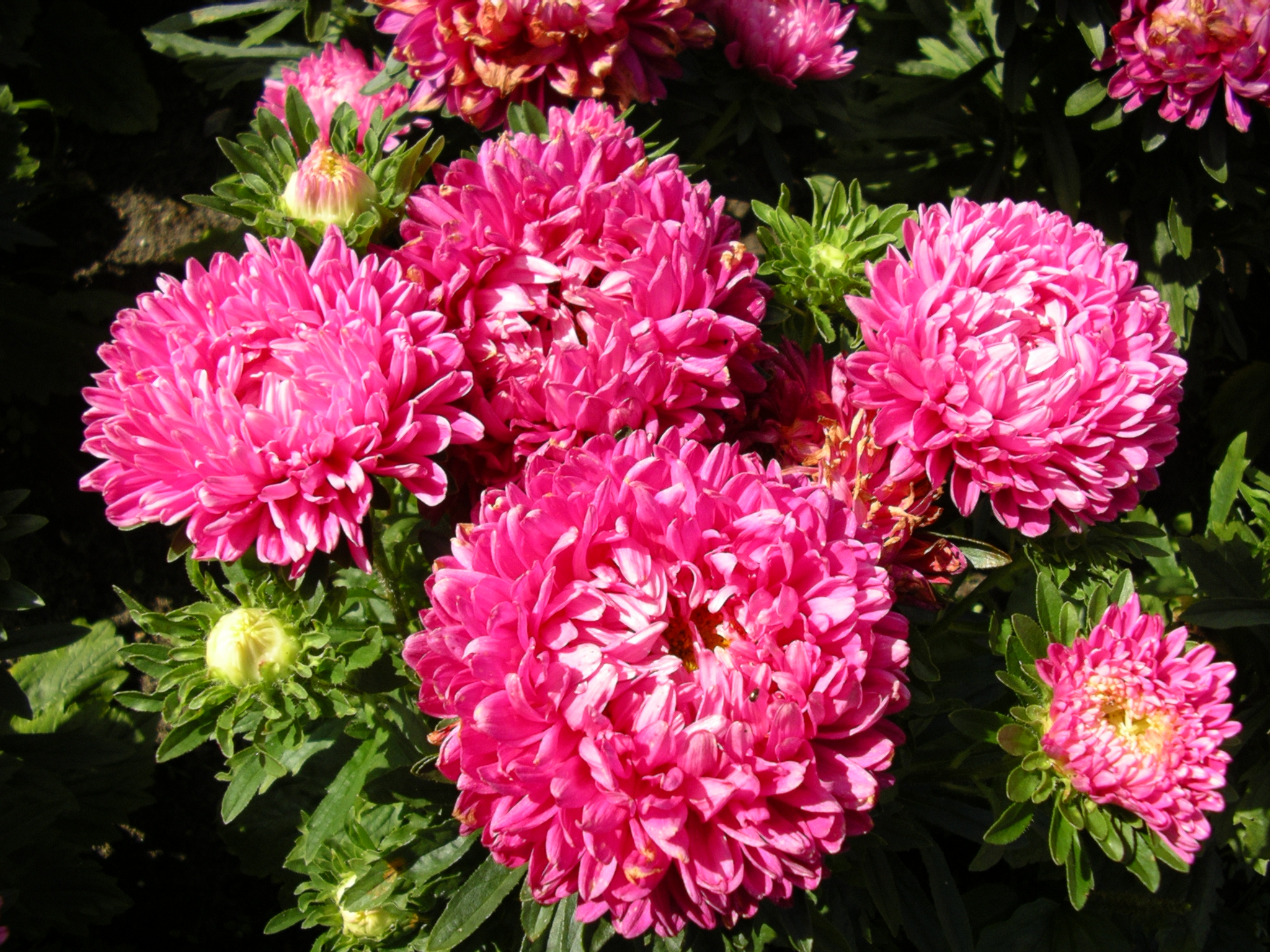
أرجوانية
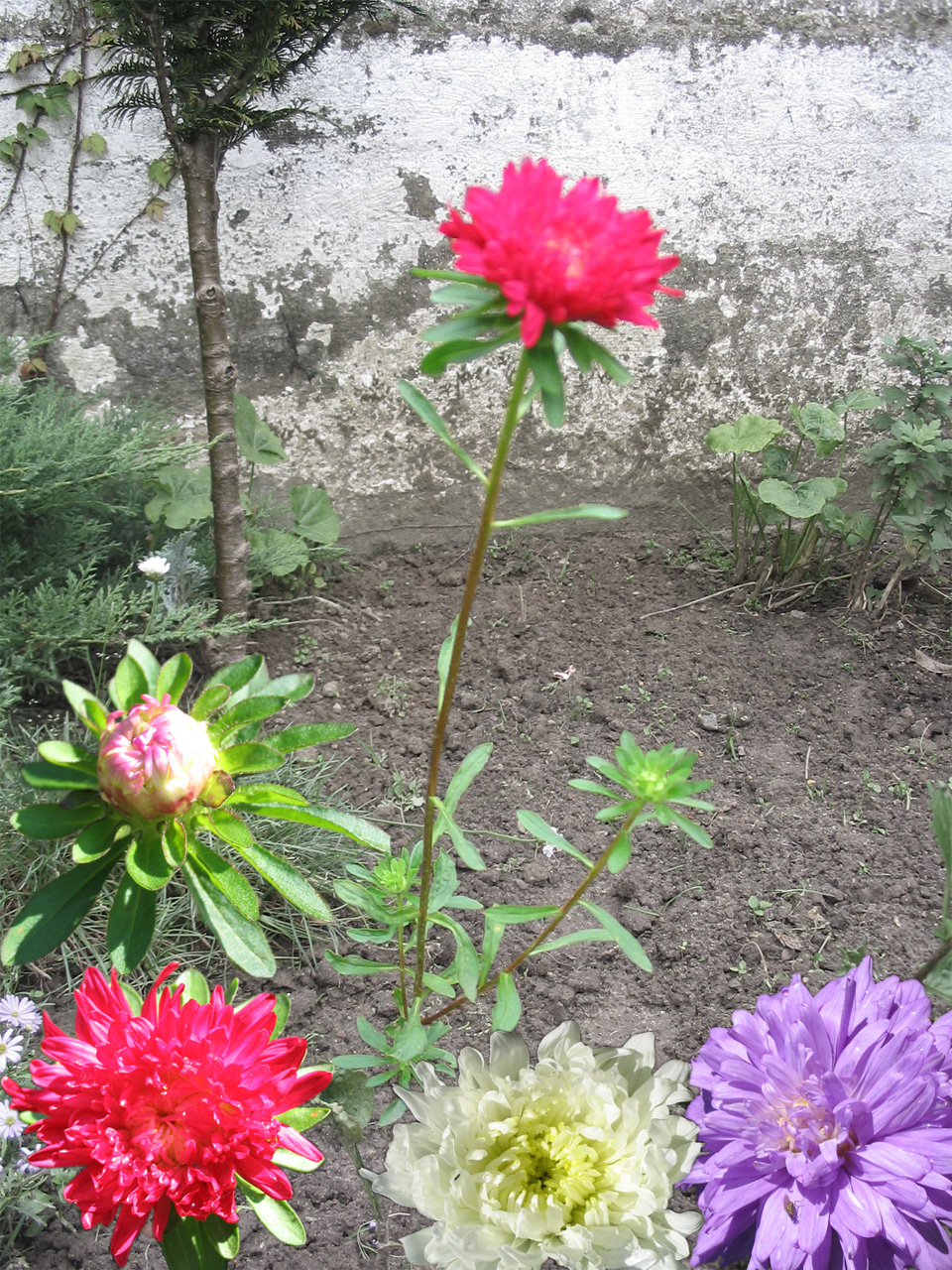
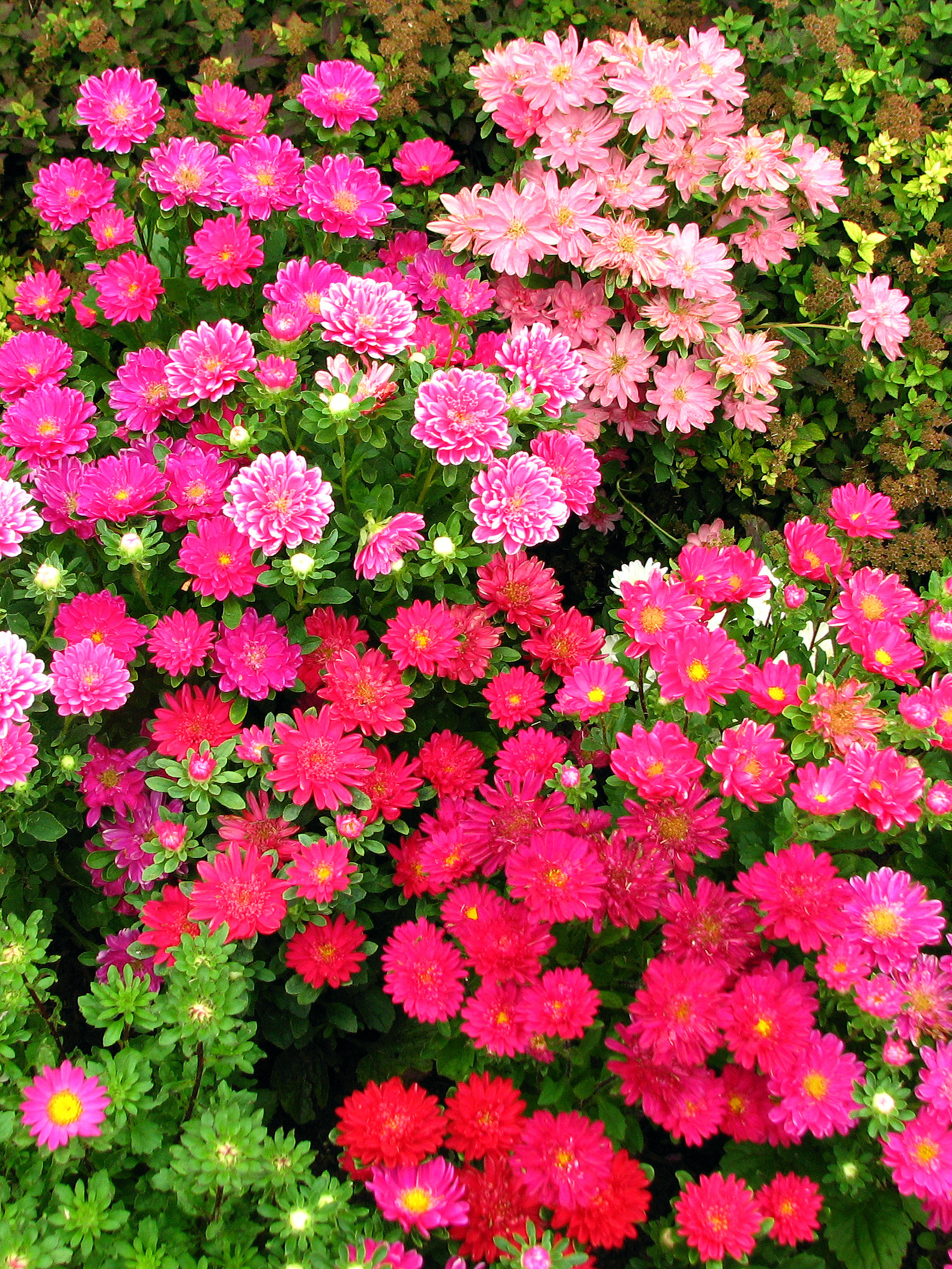
في حديقة
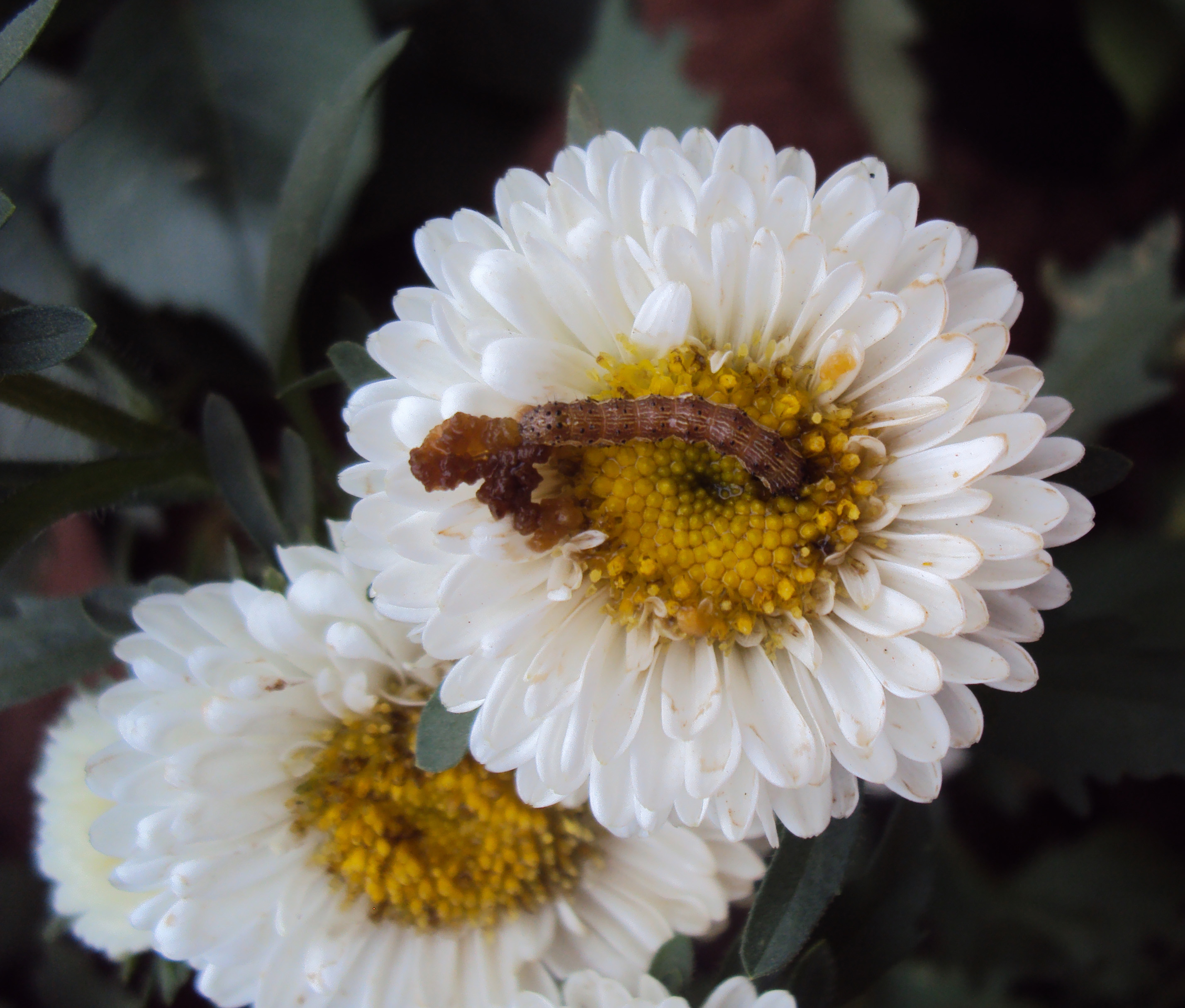
يسروع على زهرة بيضاء
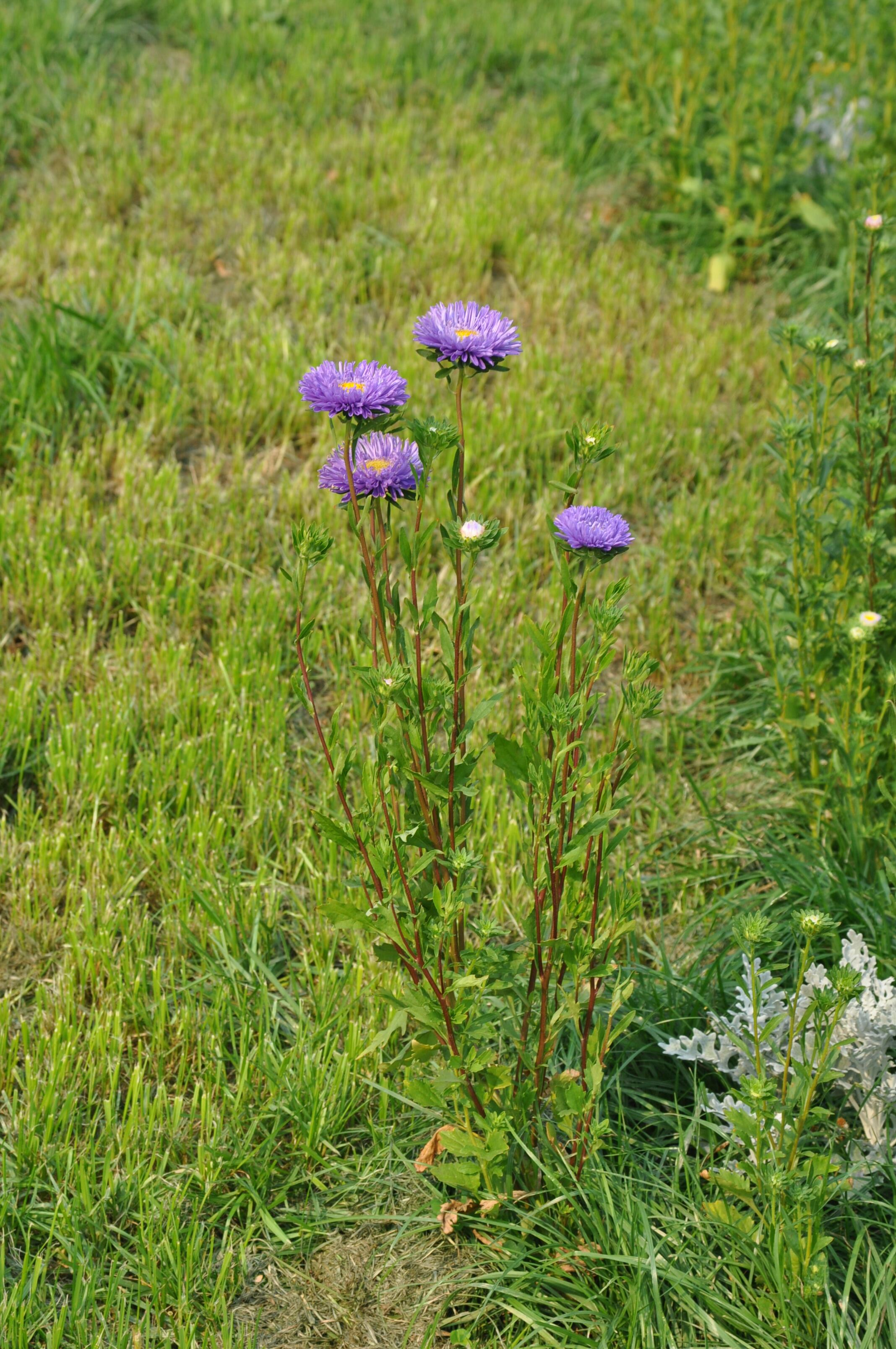
موطن طبيعي
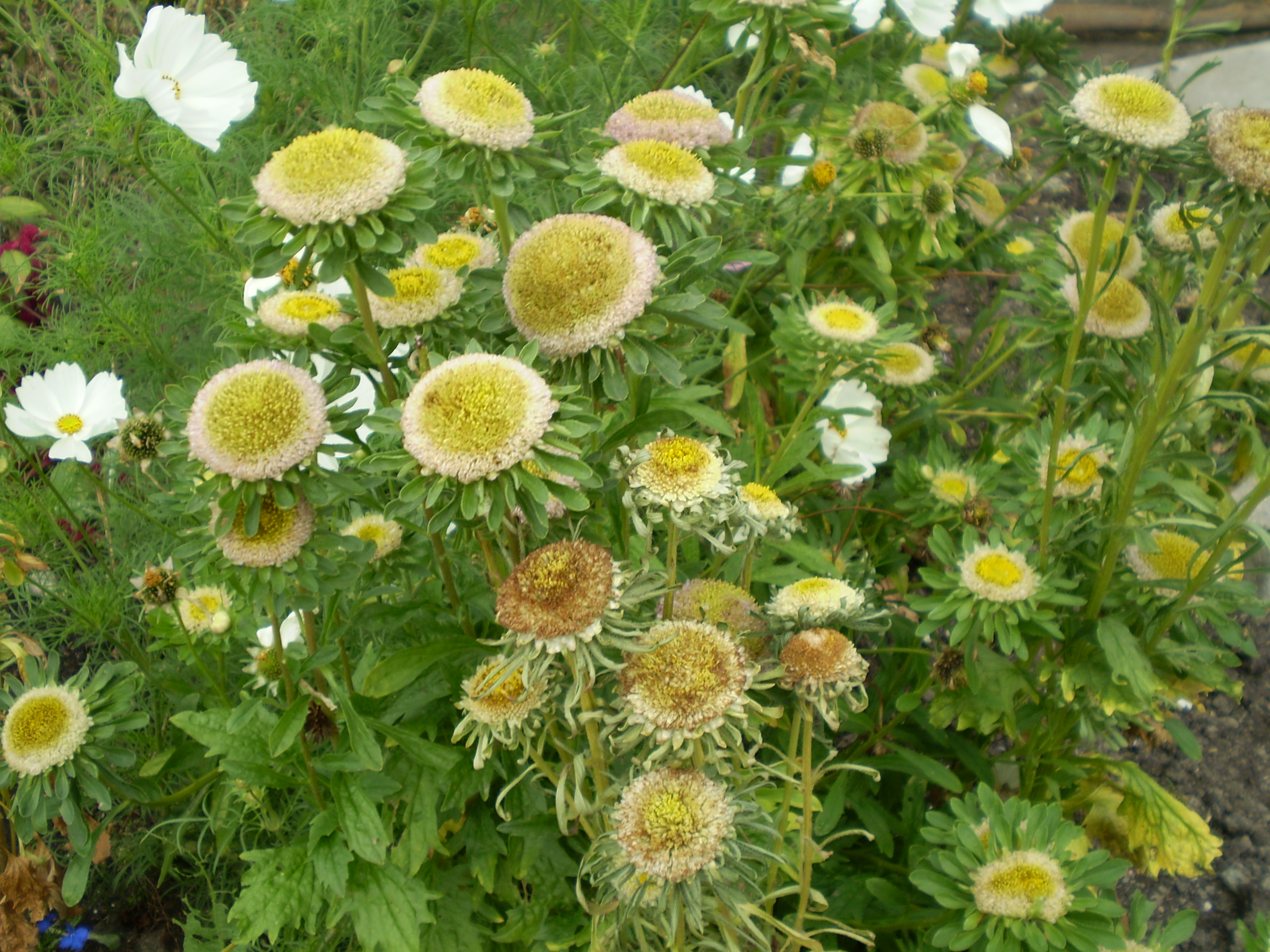
إعداد الحديقة
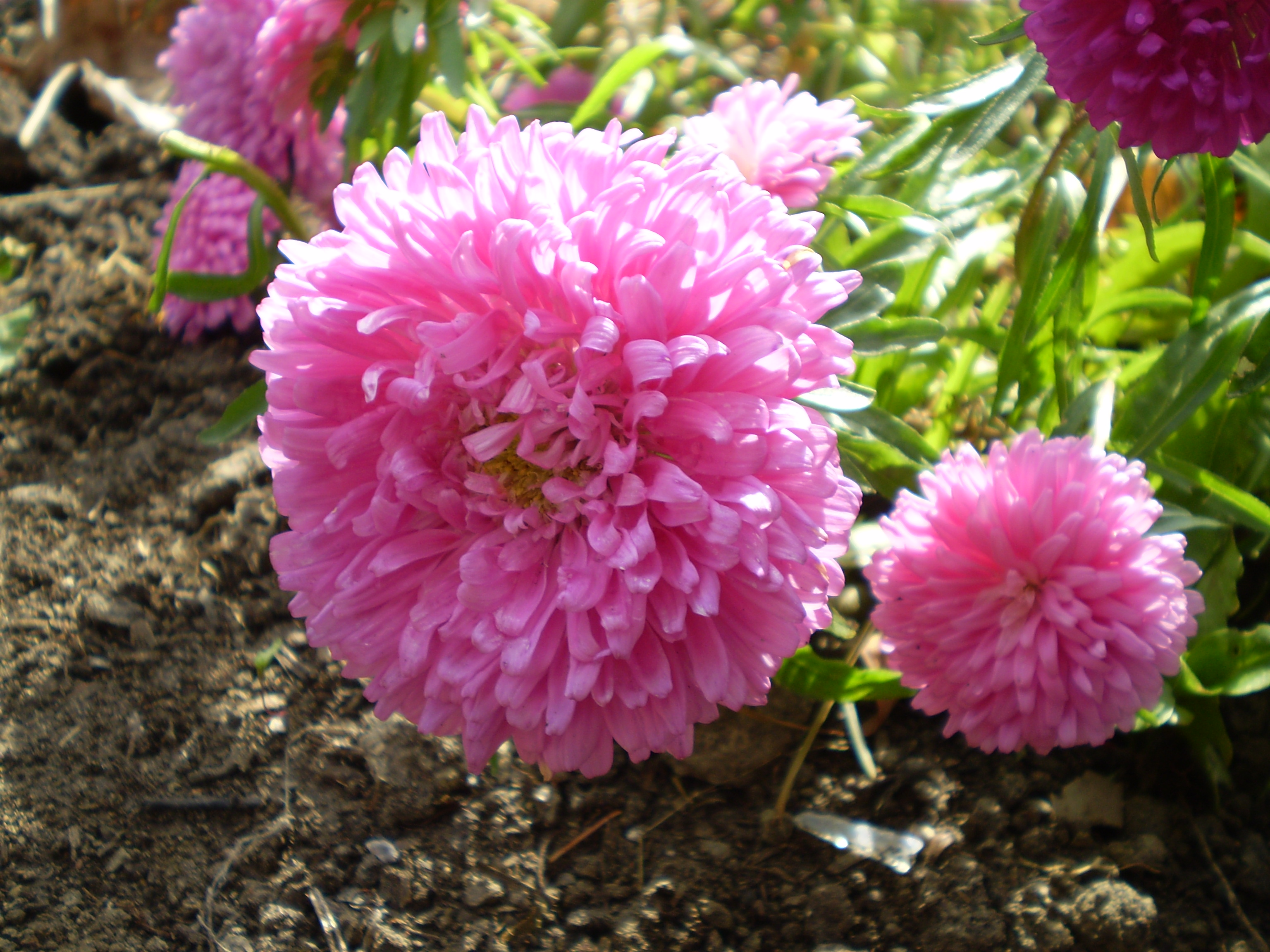
زهرة مستديرة ورقيقة
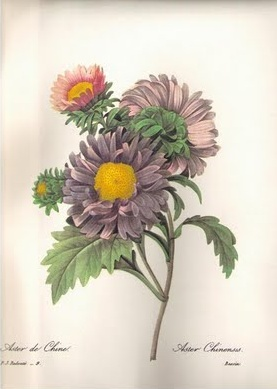
1833
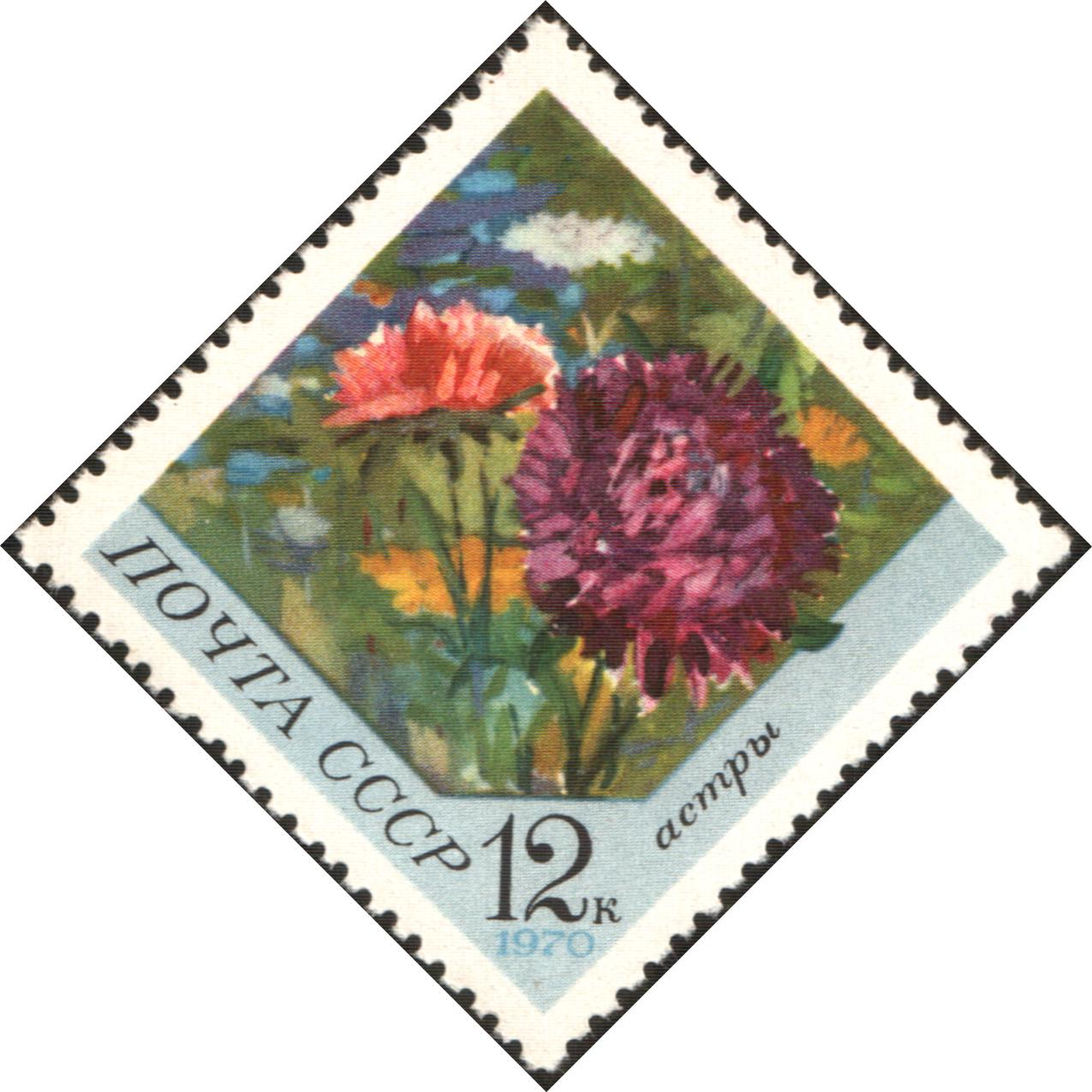
على طابع بريد اتحاد الجمهوريات الاشتراكية السوفياتية 1970